# 瀬戸口藤吉
瀬戸口 藤吉（せとぐち とうきち、1868年6月29日〈慶応4年5月10日〉 - 1941年〈昭和16年〉11月8日）は、日本の音楽家、海軍軍楽師。軍艦行進曲や愛国行進曲などを作曲し、「日本行進曲の父」とされる。

## 生涯
琉球王朝に対する接待係を務める薩摩藩士・瀬戸口覚兵衛の家に生まれる。出生地は鹿児島県鹿児島郡小川町（現・鹿児島市）と肝属郡垂水村（現・垂水市）の二説がある。
13歳の時、覚兵衛の実弟であり、東海鎮守府警吏補であった大山軍八の養子となって大山藤吉と名を改め、横浜（東海鎮守府が置かれていた。1885年に横須賀に移転）に移る。1882年、海軍の第2回軍楽公募生に応募し採用せらる。クラリネットを学んだほか、フランツ・エッケルトと吉本光蔵に和声を師事し、後に東京音楽学校外国人教師のアンナ・レール（ピアノ）とアウグスト・ユンケルとグスタフ・クローンにも師事した。1895年に海軍軍楽師に任ぜられたが、その昇任試験の時、いくつかの問題に難渋し諦めかけた時、試験官であった岡田啓介に励まされ、見事合格したというエピソードがある。
1896年に横須賀で旅館の次女と結婚した。1897年ごろに「軍艦」を作曲。この頃から実家の瀬戸口家から戻るよう催促され、ひと悶着の末に1900年に瀬戸口家に戻り、1904年に海軍軍楽長（軍楽隊長）に昇進した。この年勃発した日露戦争には出陣せず、日本海海戦後の6月14日に連合艦隊旗艦「三笠」に乗り組んだ。9月11日、「三笠」は艦内の不手際により佐世保港で爆沈したが、藤吉は直前に上陸していて危うく難を逃れた。昇進後は同郷の先輩でもあった伊集院五郎の意見によって「海軍軍楽隊への弦楽の導入」「東京への軍楽隊の分遣隊設置」「海軍軍歌の整備編纂」の3点に尽力した。1917年に海軍軍楽特務少尉を定年退官。1918年5月10日に後備役となる。
その後は東京帝国大学やアマチュア・オーケストラで指導するなど、事実上楽壇の表舞台からは退いた。1937年に愛国行進曲の作曲公募第1位となり再び脚光を浴びることとなったが、この頃よりリウマチを患い歩行が著しく困難となった。1940年の軍艦行進曲40周年演奏会に参加の他、海軍軍楽隊出身者で組織された海洋吹奏楽団の副団長なども務めた。1941年には新しく創刊される雑誌「吹奏楽」に一文を寄せる予定であった。しかし、その直前の10月30日に脳溢血で倒れた。
1941年11月8日に東京都麻布区の自宅にて死去。同日、密葬が行われたが、同月22日、改めて日比谷大音楽堂にて本葬が行われた。葬儀委員長には武富邦茂（海軍少将）、副委員長には京極高鋭、山田耕筰があたり海洋吹奏楽団、東京交響楽団、松竹交響楽団など多数の楽人が参加する音楽葬となった。
弟子はいないが、海軍退職後の教え子に菅原明朗がいる。また、息女のその子は宝塚歌劇団理事の古谷幸一に嫁いだ。
垂水市では彼の業績を讃えるために、毎年瀬戸口藤吉翁記念行進曲コンクールが催されている他、海上自衛隊が生誕を記念して艦艇広報や演奏会を開いている。

## 主な作品

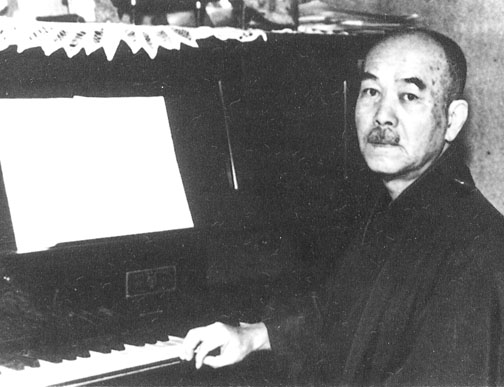
瀬戸口藤吉

### 行進曲
- 軍艦（軍艦行進曲）[5]
- 敷島艦行進曲（敷島艦の歌）[6]
- 愛国行進曲（作詞・森川幸雄）
- 艦船勤務（作詞・大和田建樹）
- 日本海海戦（作詞・大和田建樹）
- 日本海夜戦（作詞・大和田建樹）
- 国旗軍艦旗（作詞・大和田建樹）
- 黄海海戦（作詞・大和田建樹）
- 閉塞隊（作詞・大和田建樹）
- 第六潜水艇の遭難（作詞・大和田建樹）
- 威海衛襲撃（作詞・大和田建樹）
- 楠公父子（「作詞・大和田建樹」とする資料もあるが、詳細は不明）
- 告別行進曲（原曲・蛍の光）
- 東京頌歌・東京行進曲（同名の流行歌とは別の曲）[7]
- ラヂオ行進曲[8]
- 野球行進曲
- くろがねの力・体育大行進
- 軍艦旗の歌
- 婦人愛国の歌（作詞・上條操）[9]
- 鳴呼乃木大将（作詞・阪正臣）
- 若宮殿下行進曲（伏見若宮殿下行進曲）
- 護れ太平洋（作詞・武富邦茂）
- 勇敢なる日本兵（編曲。ポピュラーな軍歌をメドレー風につなぎ合わせた接続曲で、似たような軍歌接続曲が多くある）
- 明治三十有五年行進曲

### 声楽曲
- お月様（作詞・加藤まさを）
- キユウピー（作詞・加藤まさを）
- 水車（作詞・竹久夢二）
- 春の踊り（作詞・竹久夢二）
- 港（作詞・竹久夢二）
- 太平洋（作詞・土井晩翠）
- 南満洲の歌（作詞・細田静夫）
- 野行き山行き（作詞・九条武子）
- 輪読（作詞・九条武子）[10]
- 学習院五十周年記念歌
- 東都の流れ
- 名大いなれ法政（法政大学旧校歌、現在は同大学行進曲、作詞・為光直経）
- 神戸市山手尋常小学校（後の神戸市立山手小学校）校歌（作詞谷口幹治（当時の山手小校長）。昭和14年3月18日完成。[11]）

### ピアノ独奏曲
- 虫のダンス[12]
- 谷間の小川[13]

### 編曲
- 沖の白帆
- 越後獅子（長唄）
- 六段（同上）
- 舌出三番叟（同上）
- 雪の進軍
- 黄海海戦行進曲
- 日本海海戦記念行進曲
- 行進曲　体育大行進
- 「元寇の役」 行進曲